# Tanja Spill
Tanja Spill (* 16. Dezember 1995) ist eine deutsche Leichtathletin. Sie nahm an den Europäischen Hallenmeisterschaften 2021 und den Europäischen Meisterschaften 2022 über 800 Meter teil. Bei den Deutschen Hallenmeisterschaften 2021 gewann sie die Gold-Medaille.